# Região Geográfica Imediata de Oliveira

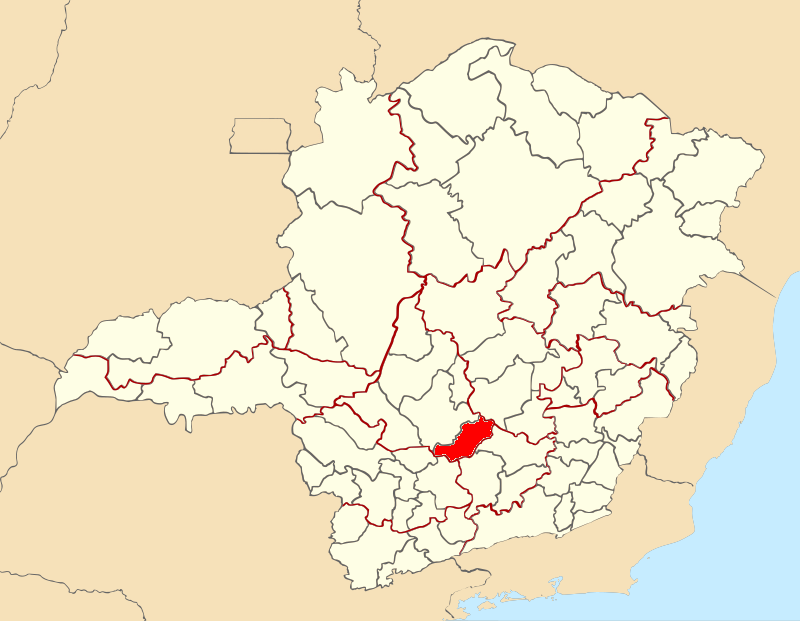
Região Geográfica Imediata de Oliveira.

A Região Geográfica Imediata de Oliveira é uma das 70 regiões geográficas imediatas do Estado de Minas Gerais, uma das seis regiões geográficas imediatas que compõem a Região Geográfica Intermediária de Divinópolis e uma das 509 regiões geográficas imediatas do Brasil, criadas pelo IBGE em 2017.

## Municípios
É composta por 10 municípios.
- Bonfim
- Carmópolis de Minas
- Crucilândia
- Itaguara
- Oliveira
- Passa Tempo
- Piedade dos Gerais
- Piracema
- Rio Manso
- São Francisco de Paula

## Estatísticas
Tem uma população estimada pelo IBGE para 1.º de julho de 2017 de 117 647 habitantes e área total de 3 694,308 km².